# Regering-G. Eyskens V
De regering-Eyskens V (21 januari 1972 - 26 januari 1973) was een Belgische regering. Het was een coalitie tussen de CVP/PSC (67 zetels) en de BSP/PSB (61 zetels).
De regering volgde de regering-G. Eyskens IV op en werd opgevolgd door de regering-Leburton I nadat premier Gaston Eyskens het ontslag van de regering aanbood op 22 november 1972, omdat er geen overeenstemming kon worden gevonden over het statuut van de zes Voergemeenten.

## Samenstelling
De regering bestond uit 19 ministers en 10 staatssecretarissen. De CVP had 6 ministers en 3 staatssecretarissen, BSP/PSB had 9 ministers en 5 staatssecretarissen en PSC had 4 ministers en 2 staatssecretarissen.
| Ambtsbekleder                | Ambtsbekleder                    | Ambtsbekleder                     | Functie en bevoegdheden                                                             | Termijn                           | Partij                  |
| Kernkabinet                  | Kernkabinet                      | Kernkabinet                       | Kernkabinet                                                                         | Kernkabinet                       | Kernkabinet             |
| ---------------------------- | -------------------------------- | --------------------------------- | ----------------------------------------------------------------------------------- | --------------------------------- | ----------------------- |
|                              |                                  | Gaston Eyskens (1905-1988)        | Premier                                                                             | 21 januari 1972 - 26 januari 1973 | CVP                     |
|                              |                                  | André Cools (1927-1991)           | Vicepremier                                                                         | 21 januari 1972 - 26 januari 1973 | PSB                     |
| Economische Zaken ad interim | 6 januari 1973 - 26 januari 1973 | André Cools (1927-1991)           |                                                                                     |                                   | PSB                     |
| Ministers                    |                                  |                                   |                                                                                     |                                   |                         |
|                              |                                  | Paul Vanden Boeynants (1919-2001) | Landsverdediging                                                                    | 21 januari 1972 - 26 januari 1973 | PSC                     |
|                              |                                  | Pierre Harmel (1911-2009)         | Buitenlandse Zaken                                                                  | 21 januari 1972 - 26 januari 1973 | PSC                     |
|                              |                                  | Edward Anseele jr. (1902-1981)    | Posterijen, Telegrafie en Telefonie                                                 | 21 januari 1972 - 26 januari 1973 | BSP                     |
|                              |                                  | Léon Servais (1907-1975)          | Volksgezondheid en Gezin                                                            | 21 januari 1972 - 26 januari 1973 | PSC                     |
|                              |                                  | Renaat Van Elslande (1916-2000)   | Binnenlandse Zaken                                                                  | 21 januari 1972 - 26 januari 1973 | CVP                     |
|                              |                                  | Alfons Vranckx (1907-1979)        | Justitie                                                                            | 21 januari 1972 - 26 januari 1973 | BSP                     |
|                              |                                  | Jos De Saeger (1911-1998)         | Openbare Werken                                                                     | 21 januari 1972 - 26 januari 1973 | CVP                     |
|                              |                                  | Louis Major (1902-1985)           | Tewerkstelling en Arbeid                                                            | 21 januari 1972 - 26 januari 1973 | BSP                     |
|                              |                                  | Charles Hanin (1914-2012)         | Franse Cultuur                                                                      | 21 januari 1972 - 26 januari 1973 | PSC                     |
|                              |                                  | Louis Namèche (1915-1990)         | Sociale Voorzorg                                                                    | 21 januari 1972 - 26 januari 1973 | PSB                     |
|                              |                                  | Leo Tindemans (1922-2014)         | Landbouw en Middenstand                                                             | 21 januari 1972 - 26 januari 1973 | CVP                     |
|                              |                                  | Frans Van Mechelen (1923-2000)    | Nederlandse Cultuur                                                                 | 21 januari 1972 - 26 januari 1973 | CVP                     |
|                              |                                  | André Vlerick (1919-1990)         | Financiën                                                                           | 21 januari 1972 - 26 januari 1973 | CVP                     |
|                              |                                  | Fernand Delmotte (1920-1998)      | Verkeerswezen                                                                       | 21 januari 1972 - 26 januari 1973 | PSB                     |
|                              |                                  | Léon Hurez (1924-2004)            | Nationale Opvoeding                                                                 | 21 januari 1972 - 26 januari 1973 | PSB                     |
|                              |                                  | Henri Simonet (1931-1996)         | Economische Zaken                                                                   | 21 januari 1972 - 6 januari 1973  | PSB                     |
|                              |                                  | Willy Claes (1938)                | Nationale Opvoeding                                                                 | 21 januari 1972 - 26 januari 1973 | BSP                     |
| Staatssecretarissen          |                                  |                                   |                                                                                     |                                   |                         |
|                              |                                  | Théo Lefèvre (1914-1973)          | Wetenschapsbeleid- en programmatie, toegevoegd aan de Eerste Minister               | 21 januari 1972 - 26 januari 1973 | CVP                     |
|                              |                                  | Hendrik Fayat (1908-1997)         | Buitenlandse Handel, toegevoegd aan de minister van Buitenlandse Zaken              | 21 januari 1972 - 26 januari 1973 | extraparlementair (BSP) |
|                              |                                  | Gustave Breyne (1914-1998)        | Huisvesting en Ruimtelijke Ordening, toegevoegd aan de minister van Openbare Werken | 21 januari 1972 - 26 januari 1973 | BSP                     |
|                              |                                  | Lucien Harmegnies (1916-1994)     | Ontwikkelingssamenwerking, toegevoegd aan de minister van Buitenlandse Zaken        | 21 januari 1972 - 26 januari 1973 | PSB                     |
|                              |                                  | Alfred Califice (1916-1999)       | Huisvesting en Ruimtelijke Ordening, toegevoegd aan de minister van Openbare Werken | 21 januari 1972 - 26 januari 1973 | PSC                     |
|                              |                                  | Léon Remacle (1921-2002)          | Openbaar Ambt, toegevoegd aan de Eerste Minister                                    | 21 januari 1972 - 26 januari 1973 | PSC                     |
|                              |                                  | Antoon Steverlynck (1925-2010)    | toegevoegd aan de minister van Landbouw en Middenstand                              | 21 januari 1972 - 26 januari 1973 | extraparlementair (CVP) |
|                              |                                  | Luc Dhoore (1928-2021)            | Streekeconomie, toegevoegd aan de minister van Economische Zaken                    | 21 januari 1972 - 26 januari 1973 | CVP                     |
|                              |                                  | Frank Van Acker (1929-1992)       | Begroting, toegevoegd aan de vice-eerste minister                                   | 21 januari 1972 - 26 januari 1973 | BSP                     |
|                              |                                  | Edouard Close (1929-2017)         | Streekeconomie, toegevoegd aan de minister van Economische Zaken                    | 21 januari 1972 - 26 januari 1973 | PSB                     |

### Herschikkingen
- Op 6 januari 1973 nam Henri Simonet (PSB) ontslag als minister van Economische Zaken vanwege zijn aanstelling tot Europees Commissaris.  Hij werd ad interim opgevolgd door vicepremier André Cools.